# John Wright Díaz
John Wright Díaz (24 de mayo de 1965) es un deportista español que compitió en taekwondo. Ganó dos medallas en el Campeonato Mundial de Taekwondo en los años 1987 y 1993, y dos medallas en el Campeonato Europeo de Taekwondo en los años 1988 y 1994.

## Palmarés internacional
| Campeonato Mundial | Campeonato Mundial          | Campeonato Mundial | Campeonato Mundial |
| Año                | Lugar                       | Medalla            | Categoría          |
| ------------------ | --------------------------- | ------------------ | ------------------ |
| 1987               | Barcelona (España)          | Medalla de plata   | –76 kg             |
| 1993               | Nueva York (Estados Unidos) | Medalla de bronce  | –83 kg             |
| Campeonato Europeo |                             |                    |                    |
| Año                | Lugar                       | Medalla            | Categoría          |
| 1988               | Ankara (Turquía)            | Medalla de plata   | –76 kg             |
| 1994               | Zagreb (Croacia)            | Medalla de oro     | –83 kg             |